# Darío Bottinelli
Darío Bottinelli (Buenos Aires, Argentina; 26 de diciembre de 1986) es un exfutbolista argentino. Jugaba como mediocampista ofensivo o enganche y su primer equipo fue San Lorenzo de Almagro. Su último club antes de retirarse fue Almagro.

## Trayectoria
Durante su carrera ha jugado en Argentina, Chile, México, Colombia y Brasil, habiendo ganado al menos un título en todos estos países salvo la nación norteamericana. Su más exitoso paso por la Universidad Católica de Chile donde ganó un título de Primera División en 2010 y aparte ha sido considerado como uno de los grandes aportes extranjeros de la institución junto a emblemas de esta de la talla de José María Buljubasich, Néstor Gorosito, Alberto Acosta, Jorge Quinteros, Darío Conca, Facundo Imboden o Lucas Pratto.
Además de haber triunfado con Católica en el país andino también se ha proclamado campeón de Primera División con San Lorenzo de Almagro y del Campeonato Carioca con Flamengo.

### San Lorenzo y Racing
Nacido en Buenos Aires, Bottinelli desde pequeño integró las divisiones inferiores de San Lorenzo de Almagro donde fue promovido al primer equipo de cara al Torneo Clausura 2005 por el entonces DT Gustavo Alfaro.
El 8 de septiembre de 2005, Bottinelli marcó su primer gol profesional frente a Boca Juniors en una victoria 3–2 de San Lorenzo, siendo su gol el del empate transitorio 1–1 en un partido que se llevó a cabo en el Nuevo Gasómetro, que dejaron a los blaugranas punteros momentáneos del Torneo Apertura.
El 19 de febrero de 2006, San Lorenzo tuvo que enfrentarse a Boca Juniors, esta vez en La Bombonera con importantes bajas como el defensor charrúa Paolo Montero y el atacante paraguayo José Saturnino Cardozo por la quinta jornada del Torneo Clausura, sin embargo El Cuervo ganó por dos a uno con un gol de penal del portero Sebastián Saja y de Bottinelli que definió exquisitamente tras hacerle una vaselina al arquero Roberto Abbondanzieri, haciéndole de esta forma por segunda vez consecutiva un gol al equipo xeneize. Cabe destacar que el 7 de febrero previo a este encuentro, la directiva de San Lorenzo destituyó a Alfaro a causa de malos resultados en las primeras tres fechas del torneo y contrató como entrenador a Oscar Ruggeri que lo relegó al banco de suplentes y dejó de gozar los minutos que le brindaba Alfaro en cancha.
Tan solo habiendo jugado nueve partidos y no anotar goles entre el Torneo Apertura 2006 y el Torneo Clausura 2007, Bottinelli fue campeón de este último bajo el mando de Ramón Díaz que lo utilizó solo en dos ocasiones durante el Clausura. Luego de aquel periodo mencionado, San Lorenzo cedió a Darío a Racing donde solo jugó un partido frente a River Plate por la jornada 6 del Torneo Apertura sustituyendo al guaraní José Domingo Salcedo al minuto 44’ durante el empate 1–1 en el Cilindro de Avellaneda  el 2 de septiembre de 2007.

### Universidad Católica
El día 3 de enero de 2008, la página web del Universidad Católica confirma a Bottinelli como primer refuerzo del club en la temporada para enfrentar el Torneo Apertura y la Copa Libertadores, luego de que los cruzados llegaran a un acuerdo con San Lorenzo por un préstamo con opción de compra de US$1,1 millón por seis meses. Sin embargo en su llegada al equipo precordillerano la prensa comenzó a especular con la competencia que tendría Darío con Rodrigo Toloza en relación con el puesto de creador dentro del esquema del entrenador Fernando Carvallo. El 21 de enero, Bottinelli tuvo su debut amistoso en la Copa Ciudad de Osorno contra Colo-Colo donde anotó el único gol del partido en el cual Católica ganó 1–0 en el Estadio Municipal Rubén Marcos Peralta tras un disparo desde 25 metros que dejó inmóvil al golero Rainer Wirth al minuto 68’.
El 27 de enero de 2008, Darío oficialmente debutó por Católica marcando un doblete en la goleada por 8–2 de su equipo por sobre Santiago Morning en San Carlos de Apoquindo por la primera fecha del Apertura. Sin embargo en la siguiente fecha, el 2 de febrero, Bottinelli volvió a marcar por los precordilleranos, siendo esta vez ante Everton en Viña del Mar durante una victoria por 2–0 donde anotó el segundo de Católica al minuto 68’ y jugó junto a Toloza de enlace por primera vez. Posteriormente de cara al siguiente encuentro Darío jugó exclusivamente de creador en la derrota como local por dos a uno ante Unión Española en San Carlos, no así en el partido entrante a este que fue empate a un gol frente a Deportes La Serena en el Estadio La Portada jugando otra vez junto a Toloza. Luego de que Bottinelli haya sido titular en el equipo durante el comienzo del torneo local, fue reservado por decisión técnica para los partidos de la Libertadores frente al América de México y la Universidad de San Martín de Porres de Perú. La primera estación fue el 20 de febrero en el Estadio Azteca para enfrentar a los mexicanos donde Católica perdió 2–1, siendo el mismo Bottinelli que marcó para los cruzados de tiro libre en el cual el golero Armando Navarrete no tuvo reacción alguna ante el excelente disparo del argentino desde 25 metros que puso el transitorio empate. No obstante la paridad fue rota por el también argentino atacante Federico Higuaín precisamente al minuto 90’ en un partido que Católica dominó. Luego la suerte de Católica cambiaría en Lima frente a la Universidad de San Martín peruana al haber ganado 1–0 con solitaria anotación de Darío luego de que eludiera exitosamente a la defensa incaica y sacara un impecable derechazo desde la medialuna del área que dejó quieto al guardameta Leao Butrón. Una vez concluidas estas participaciones hicieron que Católica tuviera una buena imagen en el plano internacional como también que Bottinelli comenzara a hacerse de un nombre tanto en el fútbol chileno como el sudamericano.
A la vuelta de la participación cruzada en el plano internacional, El Pollo siguió coronando su estado de gracia nuevamente ante Colo-Colo que esta vez lo enfrentó en el Estadio Monumental donde Católica ganó gracias a su mérito al sacar su clásico disparo de media distancia que dio en el travesaño y rebotó en la espalda del portero adversario Cristián Muñoz para sentenciar el definitivo 1–0 tras aquel autogol. No obstante, la siguiente fecha el día 5 de marzo frente a O’Higgins sufrió la primera expulsión de su carrera al haber insultado fuertemente al defensor Cristóbal González que le hizo una fuente infracción y determinó la decisión del árbitro Patricio Polic que expulsó a ambos por actitud antideportiva. Cabe destacar que ese partido Católica ganó 2–0 en San Carlos con anotaciones de Toloza y el atacante Roberto Gutiérrez que dejaron puntera a la escuadra precordillerana junto a su acérrimo rival Universidad de Chile además de que Bottinelli recibió una sanción de dos fechas por los improperios donde sin él Los Cruzados perdieron dos veces consecutivas por 3–1 ante Huachipato en Collao y Audax Italiano como local. Entremedio de ambos partidos anteriormente mencionados Bottinelli fue titular por la Libertadores los 90 minutos ante River Plate donde Católica en San Carlos perdió 2–1 en los últimos minutos con gol de Mauro Rosales al 88’ donde pudo haber anotado un gran gol de tiro libre que desvió el portero Juan Pablo Carrizo que sencillamente se lució. Una vez concluida su sanción su retorno al torneo nacional fue óptimo anotando el primero de los cuatro goles que Católica le propinó a Deportes Antofagasta en una goleada por 4–0 de local que tuvo lugar en el reducto de Las Condes, mismo donde volvería a convertir ante Cobresal esta vez por la siguiente fecha durante un triunfo 2–1 en el cual convirtió de tiro libre. Posteriormente, Católica perdió 2–0 en Núñez frente a River y complicó la situación del equipo chileno en grupo para avanzar de fase. Sin embargo, tras ganarle 1–0 a la Universidad de San Martín de Porres con un agónico gol de Julio Gutiérrez en condición de local reactivó la chance cruzada por avanzar y tenía que convertirle tres al América para concretarlo. El 12 de abril, Bottinelli anotó su sexto gol profesional en fútbol chileno en la victoria por 2–0 sobre la Universidad de Concepción luego de hacer un gol de penal al estilo Panenka que hicieron de Católica puntero exclusivo del torneo con 26 puntos. Finalmente el día 17 de abril que tuvo que enfrentarse al América, a Católica no le bastaron los dos goles por lo que quedó eliminada del torneo por solo una anotación después de que Bottinelli volviera a anotar de tiro libre al minuto 90' cuando no quedaba nada, batiendo a un excelente Guillermo Ochoa que ahogó en múltiple ocasión el grito de gol cruzado y fue responsable de la clasificación de su equipo que sacó incluso un cabezazo de Gary Medel (que hizo el primer gol) al cierre del partido que signifaba la clasificación cruzada a octavos. Luego del golpe anímico de la eliminación, el 20 de abril Darío anotó en el empate dos a dos con Rangers en Talca que puso incertidumbre en el primer lugar de los precordilleranos que tenían treinta puntos por sobre Audax que tenía veintiocho a falta de un partido. Sin embargo, luego de que Católica venciera por 2–0 en el Clásico universitario a la Universidad de Chile y con el posterior triunfo ante Cobreloa en Calama e incluso derrota contra Ñublense en San Carlos, Los Cruzados lograron clasificarse a la Copa Sudamericana quedando segundos debido a la derrota con los chillanejos. Sin embargo, Católica fue eliminada en los playoffs luego de perder 3–1 contra Colo-Colo en el Monumental y empatar 1–1 con el mismo club en el Estadio Nacional por los octavos de final de ese torneo.
Sin embargo, tras la brillante temporada del argentino en Chile, el 27 de junio de 2008, el club mexicano Atlas confirmó la llegada de Bottinelli en una transacción que contempló la cifra de US$2 millones, que se dividieron en US$1,1 millón para San Lorenzo (equipo dueño del pase) y US$900.000 para Católica.

### Toluca
El 25 de junio de 2015, Darío es contactado por el Toluca de México, en palabras de Bottinelli "Contento, esperando ya los últimos detalles para viajar a México, hacer la realización médica y ya de una vez integrarme al plantel".
El 29 de julio de 2015 se hace oficial la llegada de "El Pollo" al equipo rojo, firmando por 3 años.
Su primer gol con Toluca lo hace de manera individual en la derrota contra León por la Liga MX.
En la Copa MX anotó su primer gol, lo hace en la victoria contra Tijuana con un remate de cabeza a pase Nicolás Saucedo.

## Estadísticas
- Actualizado al 30 de junio de 2020

| Equipo                       | Div.                | Temp.               | Liga  | Liga  | Copas nacionales(1) | Copas nacionales(1) | Torneos internacionales(2) | Torneos internacionales(2) | Total | Total | Media goleadora(3) |
| Equipo                       | Div.                | Temp.               | Part. | Goles | Part.               | Goles               | Part.                      | Goles                      | Part. | Goles | Media goleadora(3) |
| ---------------------------- | ------------------- | ------------------- | ----- | ----- | ------------------- | ------------------- | -------------------------- | -------------------------- | ----- | ----- | ------------------ |
| San Lorenzo Argentina        | 1.ª                 | 2004-05             | 3     | 0     | —                   | —                   | —                          | —                          | 3     | 0     | 0.0                |
| San Lorenzo Argentina        | 1.ª                 | 2005-06             | 20    | 2     | —                   | —                   | —                          | —                          | 20    | 2     | 0.1                |
| San Lorenzo Argentina        | 1.ª                 | 2006-07             | 13    | 1     | —                   | —                   | 6                          | 0                          | 19    | 1     | 0.05               |
| San Lorenzo Argentina        | Total               | Total               | 36    | 2     | 0                   | 0                   | 6                          | 0                          | 42    | 2     | 0.05               |
| Racing Argentina             | 1.ª                 | 2007-08             | 1     | 0     | —                   | —                   | —                          | —                          | 1     | 0     | 0.0                |
| Racing Argentina             | Total               | Total               | 1     | 0     | 0                   | 0                   | 0                          | 0                          | 1     | 0     | 0.0                |
| Universidad Católica · Chile | 1.ª                 | 2008                | 14    | 7     | —                   | —                   | 6                          | 3                          | 20    | 10    | 0.5                |
| Atlas · México               | 1.ª                 | 2008-09             | 30    | 7     | 3                   | 0                   | 3                          | 0                          | 36    | 7     | 0.19               |
| Atlas · México               | 1.ª                 | 2009-10             | 21    | 4     | —                   | —                   | —                          | —                          | 21    | 4     | 0.19               |
| Atlas · México               | Total               | Total               | 51    | 11    | 3                   | 0                   | 3                          | 0                          | 57    | 11    | 0.19               |
| Universidad Católica · Chile | 1.ª                 | 2010                | 16    | 3     | 1                   | 0                   | —                          | —                          | 17    | 3     | 0.18               |
| Flamengo · Brasil            | 1.ª                 | 2011                | 36    | 5     | 4                   | 0                   | 3                          | 0                          | 43    | 5     | 0.15               |
| Flamengo · Brasil            | 1.ª                 | 2012                | 35    | 1     | 0                   | 0                   | 8                          | 2                          | 43    | 3     | 0.1                |
| Flamengo · Brasil            | Total               | Total               | 71    | 6     | 4                   | 0                   | 11                         | 2                          | 86    | 8     | 0.09               |
| Coritiba · Brasil            | 1.ª                 | 2013                | 18    | 0     | 0                   | 0                   | 2                          | 0                          | 20    | 0     | 0.0                |
| Coritiba · Brasil            | Total               | Total               | 18    | 0     | 0                   | 0                   | 2                          | 0                          | 20    | 0     | 0.0                |
| Universidad Católica · Chile | 1.ª                 | 2013-14             | 14    | 7     | 2                   | 0                   | —                          | —                          | 16    | 7     | 0.44               |
| Universidad Católica · Chile | 1.ª                 | 2014-15             | 28    | 3     | 1                   | 0                   | 2                          | 0                          | 31    | 3     | 0.1                |
| Universidad Católica · Chile | Total club          | Total club          | 72    | 20    | 4                   | 0                   | 8                          | 3                          | 84    | 23    | 0.27               |
| Toluca · México              | 1.ª                 | 2015-16             | 29    | 2     | 3                   | 2                   | 2                          | 0                          | 34    | 4     | 0.12               |
| Toluca · México              | 1.ª                 | 2016                | 2     | 0     | 1                   | 0                   | —                          | —                          | 3     | 0     | 0.0                |
| Toluca · México              | Total               | Total               | 31    | 2     | 4                   | 2                   | 2                          | 0                          | 37    | 4     | 0.11               |
| Gimnasia (LP) Argentina      | 1.ª                 | 2016-17             | 5     | 0     | 0                   | 0                   | 0                          | 0                          | 5     | 0     | 0.0                |
| Gimnasia (LP) Argentina      | Total               | Total               | 5     | 0     | 0                   | 0                   | 0                          | 0                          | 5     | 0     | 0.0                |
| América de Cali · Colombia   | 1.ª                 | 2017                | 17    | 2     | 3                   | 0                   | —                          | —                          | 20    | 2     | 0.1                |
| América de Cali · Colombia   | 1.ª                 | 2018                | 7     | 1     | 0                   | 0                   | 2                          | 0                          | 9     | 1     | 0.11               |
| América de Cali · Colombia   | Total               | Total               | 24    | 3     | 3                   | 0                   | 2                          | 0                          | 29    | 3     | 0.1                |
| Audax Italiano · Chile       | 1.ª                 | 2018                | 11    | 2     | 3                   | 0                   | —                          | —                          | 14    | 2     | 0.14               |
| Audax Italiano · Chile       | Total               | Total               | 11    | 2     | 3                   | 0                   | 0                          | 0                          | 14    | 2     | 0.14               |
| Unión Argentina              | 1.ª                 | 2018-19             | 0     | 0     | 2                   | 0                   | 0                          | 0                          | 2     | 0     | 0.0                |
| Unión Argentina              | 1.ª                 | 2019-20             | 0     | 0     | 0                   | 0                   | —                          | —                          | 0     | 0     | 0.0                |
| Unión Argentina              | Total               | Total               | 0     | 0     | 2                   | 0                   | 0                          | 0                          | 2     | 0     | 0.0                |
| Almagro Argentina            | 2.ª                 | 2019-20             | 3     | 0     | 0                   | 0                   | —                          | —                          | 3     | 0     | 0.0                |
| Almagro Argentina            | Total               | Total               | 3     | 0     | 0                   | 0                   | 0                          | 0                          | 3     | 0     | 0.0                |
| Total en su carrera          | Total en su carrera | Total en su carrera | 323   | 46    | 23                  | 2                   | 34                         | 5                          | 380   | 53    | 0.14               |

## Palmarés

### Campeonatos estaduales
| Título                | Equipo   | País   | Año  |
| --------------------- | -------- | ------ | ---- |
| Taça Guanabara        | Flamengo | Brasil | 2011 |
| Taça Río              | Flamengo | Brasil | 2011 |
| Campeonato Carioca    | Flamengo | Brasil | 2011 |
| Campeonato Paranaense | Flamengo | Brasil | 2013 |

### Campeonatos nacionales
| Título           | Equipo               | País      | Año    |
| ---------------- | -------------------- | --------- | ------ |
| Primera División | San Lorenzo          | Argentina | C-2007 |
| Primera División | Universidad Católica | Chile     | 2010   |